# Charo
Charo là một đô thị thuộc bang Michoacán, México. Năm 2005, dân số của đô thị này là 19417 người.